# Ponera atavia
Ponera atavia är en myrart som beskrevs av Mayr 1868. Ponera atavia ingår i släktet Ponera och familjen myror. Inga underarter finns listade i Catalogue of Life.